# Aeroporto Internazionale di Shiraz
L'Aeroporto Internazionale di Shiraz (Persiano: فرودگاه بین المللی شیراز) si trova a Shiraz (Iran). È il principale aeroporto internazionale della provincia di Fars.
Dopo la fase di ristrutturazione e rilancio nel 2005, l'aeroporto di Shiraz è stato identificato come il secondo aeroporto più affidabile e moderno in Iran (dopo l'Aeroporto Internazionale Imam Khomeini di Teheran) in termini di sicurezza del volo, compreso il controllo elettronico e i sistemi di navigazione di cui è dotata la sua torre di volo.